# Emile Berliner
Emile Berliner (Hannover, 20 maggio 1851 – Washington, 3 agosto 1929) è stato un inventore tedesco naturalizzato statunitense, inventore del grammofono nel 1887 e del disco fonografico, introdotto nel 1889.
Divenne famoso per aver reso praticabile il disco al posto del cilindro nei sistemi di riproduzione del suono del periodo, sviluppando l'idea di Charles Cros nel 1888.

## Biografia
Figlio di Samuel Berliner (1813-1872) e Sarah "Sälly" Friedmann (1826-1903). Il bisnonno di Emile Berliner, Jacob Abraham Joseph (1744-1811), e sua moglie Dina Friedberg (1746-1840), si trasferirono con la madre e la zia agli inizi del 1770 nella città di Hannover. Nella società giudaica, il nome di nascita è Jokew (Jacob) Berlin. Nel 1776 ottennero un privilegio giudaico Schutzbrief. Nella loro casa, Lange Straße 27, stabilirono una Casherut. I figli furono Bella Betty (1778-1855) e Moses (1786-1854).

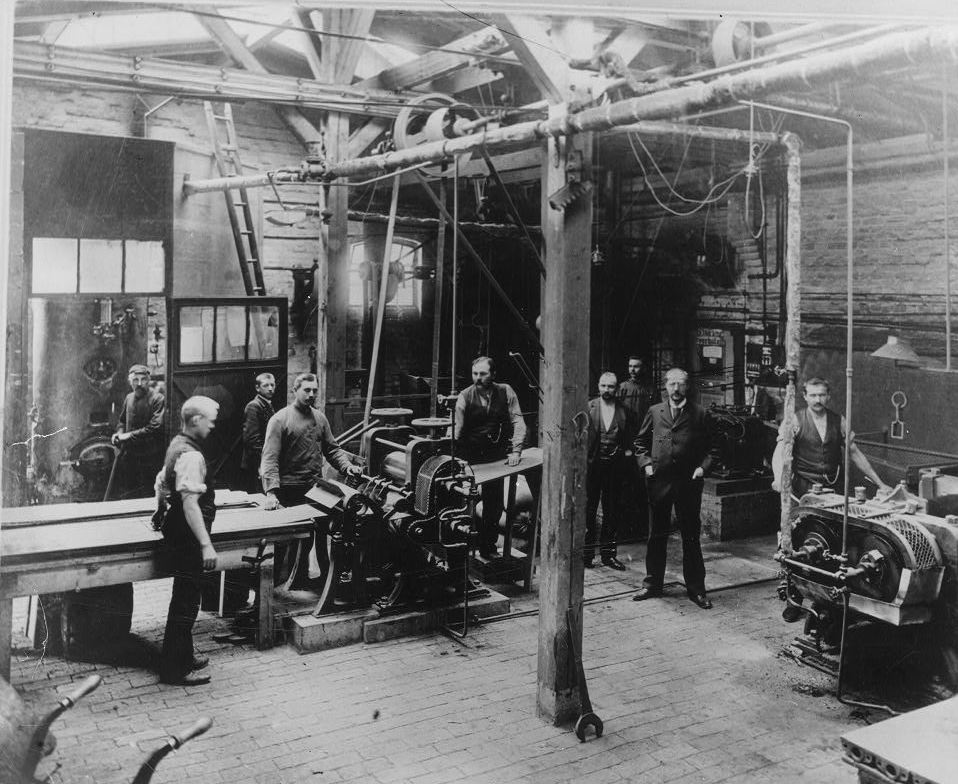
Fabbrica in Hannover, Kniestraße

Nacque da una famiglia di mercanti ebrei. Sebbene cresciuto in una famiglia ebraica, in seguito divenne agnostico. Dal 1861 al 1865 frequentò la Samson-Schule a Wolfenbüttel. Conseguì un diploma come venditore e lavorò presso una stamperia e poi in una rivendita di cravatte. Per evitare di essere arruolato per la  guerra franco-prussiana nel 1870 si trasferì negli USA da un amico di suo padre,  Nathan Gotthelf, nel cui negozio a Washington (Gotthelf, Behrend and Co)  lavorò tre anni.
Si spostò a New York, dove si arrangiò con lavoretti come quello di pulitore di bottiglie presso la Constantin Fahlberg. Nel frattempo studiò fisica presso il Cooper Institute (Cooper Union). Creò un laboratorio casalingo nella sua abitazione e sperimentò apparecchi elettrici. Tra le sue prime creazioni vi fu il microfono per l'apparato telefonico di Graham Bell. Nel 1877 vendette il brevetto per 50.000  dollari alla Bell Telephon Company. Questo denaro gli permise di allestire un laboratorio attrezzato. In America, Thomas Edison e Berliner hanno combattuto una lunga battaglia legale sui diritti di brevetto. Il 27 febbraio 1901 la Corte d'Appello degli Stati Uniti dichiarò nullo il brevetto di Berliner e assegnò ad Edison i diritti sull'invenzione, affermando che "Edison ha preceduto Berliner nella trasmissione del discorso ... L'uso del carbonio in un trasmettitore è, al di là delle controversie, invenzione di Edison". 

Più tardi visse in Gran Bretagna, Canada e Germania. Nel 1892 acquisì la United States Gramophone Company e nel 1894 mise in commercio il primo disco con l'etichetta Berliner Gramophone. Fondò la Gramophone Company a Londra nel 1897, e la Deutsche Grammophon ad Hannover nel 1898. Nel 1901 fondò negli Stati Uniti la Victor Talking Machine Company una casa discografica leader nella produzione di apparecchiature audio. 
È sepolto a Washington nel cimitero di Rock Creek.

## Invenzioni famose

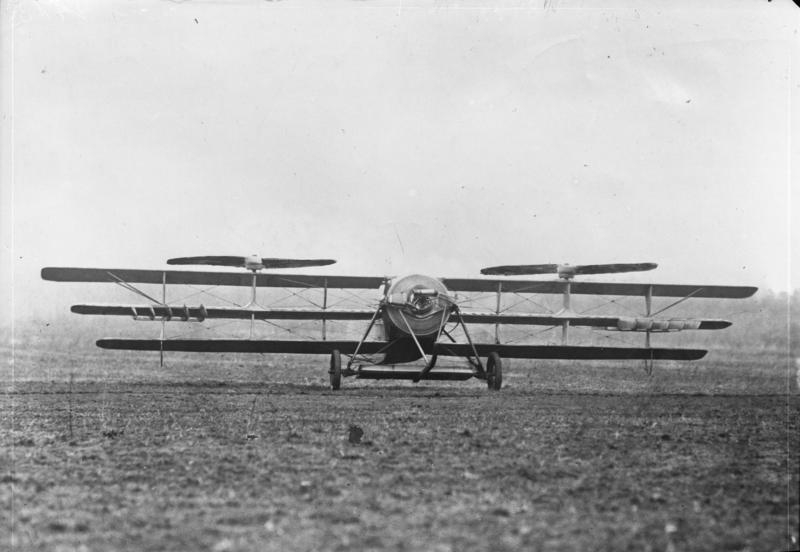
Berliner Helicopter No. 5 del 1924 di Henry Berliner; alla progettazione partecipò Emil Berliner. L'apparecchio è esposto al Smithsonian Institute.

Oltre al grammofono, realizzò diverse invenzioni e brevetti, i quali sono depositati negli USA, come ad esempio quello del 4 settembre 1883 riguardante un tipo di parquet.
Tra il 1907 e il 1926 Berliner assieme a John Newton Williams e più tardi con il figlio Henry Berliner lavorò all'elicottero oggi noto come girocottero. 
Negli ultimi anni di attività si dedicò all'aviazione nel campo del volo verticale, in particolare all'autogiro.

## Riconoscimenti
Nel 1897 Berliner ottenne dal Franklin Institute, la medaglia John Scott Medal , nel 1913 la medaglia Elliott Cresson e nel 1929 la medaglia Franklin Medal.  

## Pubblicazioni e brevetti
- Conclusions, 1899, Levytype Corporation, Philadelphia
- The Milk Question and Mortality Among Children Here and in Germany: An Observation, 1904, The Society for Prevention of Sickness
- Some Neglected Essentials in the Fight against Consumption, 1907, The Society for Prevention of Sickness
- A Study Towards the Solution of Industrial Problems in the New Zionist Commonwealth, 1919, N. Peters
- Muddy Jim and other rhymes: 12 illustrated health jingles for children, 1919, Jim Publication Company.

Brevetti:  
- (EN)  US199141, United States Patent and Trademark Office, Stati Uniti d'America. Telephone (induction coils), richiesto ottobre 1877, concesso gennaio 1878
- (EN)  US222652, United States Patent and Trademark Office, Stati Uniti d'America. Telephone (carbon diaphragm microphone), richiesto agosto 1879, concesso dicembre 1879
- (EN)  US224573, United States Patent and Trademark Office, Stati Uniti d'America. Microphone (loose carbon rod), richiesto settembre 1879, concesso febbraio 1880
- (EN)  US225790, United States Patent and Trademark Office, Stati Uniti d'America. Microphone (microfono con molla in carbonio), richiesto novembre 1879, concesso marzo 1880
- (EN)  US372786, United States Patent and Trademark Office, Stati Uniti d'America. Gramophone (Grammofono a registrazione orizzontale), richiesto maggio 1887, ripresentato a settembre 1887, concesso novembre 1887
- (EN)  US382790, United States Patent and Trademark Office, Stati Uniti d'America. Process of Producing Records of Sound (Processo di registrazione del suono, registrato su un sottile rivestimento di cera su una superficie di metallo o vetro, successivamente inciso chimicamente), richiesto marzo 1888, concesso maggio 1888
- (EN)  US463569, United States Patent and Trademark Office, Stati Uniti d'America. Combined Telegraph and Telephone (Telegrafo e telefono combinati), richiesto giugno 1877,  concesso novembre 1891
- (EN)  US548623, United States Patent and Trademark Office, Stati Uniti d'America. Sound Record and Method of Making Same (Registrazione del suono e metodo di creazione dello stesso: copie duplicate di dischi piatti di zinco mediante galvanostegia), richiesto marzo 1893, concesso ottobre 1895
- (EN)  US564586, United States Patent and Trademark Office, Stati Uniti d'America. Gramophone (Grammofono (registrato sul lato inferiore del disco piatto e trasparente), richiesto novembre 1887, concesso luglio 1896.

## Altro
Il figlio Joseph Berliner, ad Hannover presso la Deutsche Grammophon Gesellschaft (seconda società della londinese The Gramophone Company) abitò alla Villa Simon, lavorò nel 1898 al primo Tonträger di serie.